# High Pressure Low
"High Pressure Low" is een single van de Amerikaanse punkband Against Me! en is de derde single van het album White Crosses uit 2010. Het werd op 21 december 2010 als 7" vinyl uitgegeven door Sabot Productions, het eigen label van de band. De eerste twee singles van het album waren, net zoals het album zelf, uitgegeven door Sire Records. De nummers die op de single staan verschillen daarom van de nummers op het album, en zijn akoestisch.

## Nummers
Kant A
1. "High Pressure Low" (akoestisch) - 4:23

Kant B
1. "Strip Mall Parking Lots" (akoestisch) - 2:34

## Band
- Laura Jane Grace - gitaar, zang
- James Bowman - gitaar, achtergrondzang
- Andrew Seward - basgitaar, achtergrondzang
- George Rebelo - drums, achtergrondzang